# Digtsamling
En digtsamling, også kaldet digtcyklus eller digtkreds, er en sammenstilling af digte, som regel skrevet af samme forfatter, til udgivelse i et enkelt bind – oftest en bog eller et hæfte, men undertiden også som løsblade eller en digital udgivelse. En samling kan omfatte et vilkårligt antal digte, der spænder fra nogle få (for eksempel de fire lange digte i T. S. Eliots Fire kvartetter) til flere hundrede digte (som det ofte ses i haikusamlinger). Typisk er digtene i en digtsamling forbundne gennem stil eller tematisk materiale. De fleste digtere udgiver flere bøger med digte i løbet af deres liv, mens andre udgiver en (for eksempel Walt Whitmans livslange udvidelse af Leaves of Grass).
Forestillingen om en "samling" adskiller sig i sin definition fra eksemplarer af en digters "samlede digte", "udvalgte digte" eller en digtantologi. Typisk er et bind med titlen Samlede digte indsamlet af en digter eller redaktør ud fra en digters opus, der ofte kan være både udgivet og tidligere upubliceret, og er enten begrænset til en bestemt årrække af digterens karriere eller omfatter hele digterens levned, der således repræsenterer en mere komplet eller endelig udgave af hans eller hendes livsværk. Til sammenligning indeholder et bind med titlen Udvalgte digte ofte et lille, men ikke endeligt udvalg af digte, der er indsamlet fra en række af digterens udgivelser. En digtantologi adskiller sig begrebsmæssigt, fordi den samler værker af flere digtere udvalgt af antologiens redaktør og ofte karakteriserer et idegrundlag eller et formsprog, der er kendetegnende for en eller en gruppe forfattere i/eller en bestemt periode.